# 上条城 (常陸国)
上条城（じょうじょうじょう）は、茨城県稲敷郡阿見町上条字城ノ内にあった日本の城（平山城）。史跡指定はされていないが「阿見町名所百選（No.20）」に選定されている。

## 概要
城の規模はかなり広かったそうだが、現存している土塁や堀がまばらになっているので城の形などはよく分かっていない。遺構はかなり残っているが開発のため年々破壊されていっている。

## 歴史
南北朝時代末期に関東管領の上杉氏が常陸国信太郡を支配していた頃、家臣団「信太庄山内衆」である大越氏が入城した。上杉氏が衰えた戦国時代には土岐氏に属した。
天文年間（1532年－1554年）に落城して城主・大越治部大輔（政明）は下総に逃れ、小田氏の家臣である江戸崎監物が居城とした。江戸崎監物は小田氏の本城である木原城攻めの際に敵の佐竹氏側に寝返り落城した。
この後の永禄年間（1558年-1570年）初頭に大越治部大輔が再び当城に帰ったが、天正18年（1590年）の江戸崎城落城とともに廃城となり、大越氏も帰農したという。